# Nicarete pallidulus
Nicarete pallidulus är en skalbaggsart som beskrevs av Leon Fairmaire 1902. Nicarete pallidulus ingår i släktet Nicarete och familjen långhorningar.
Artens utbredningsområde är Madagaskar. Inga underarter finns listade i Catalogue of Life.